# Sierra Vista Southeast
Sierra Vista Southeast – jednostka osadnicza w Stanach Zjednoczonych, w stanie Arizona, w hrabstwie Cochise.